# كايلي جيل
كايلي جيل (بالإنجليزية: Kylie Gill)‏ هي متزحلقة حرة نيوزيلندية، ولدت في 8 يناير 1974 في سيدني في أستراليا.

## وصلات خارجية
- كايلي جيل على موقع الاتحاد الدولي للتزلج (التزلج الحر) (الإنجليزية)
- كايلي جيل على موقع أوليمبيديا (الإنجليزية)